# لاوکپورت (ویرجینیای غربی)
لاوکپورت (به انگلیسی: Lauckport) یک منطقهٔ مسکونی در ایالات متحده آمریکا است که در شهرستان وود، ویرجینیای غربی واقع شده‌است. لاوکپورت ۱۹۲٫۹۴ متر بالاتر از سطح دریا واقع شده‌است.